# Seznam biskupů a arcibiskupů z Milwaukee
Diecéze Milwaukee byla ustavena 28. listopadu 1843 a na arcidiecézi byla povýšena 12. února 1875 (tj. ještě za úřadování prvního biskupa). Zde je úplný seznam jejích sídelních arcibiskupů - metropolitů Provincie Milwaukee, jakož i pomocných biskupů.

## Arcibiskupové Milwaukee
1. John Martin Henni (1844-1881), arcibiskup od 1875, zemřel v úřadu
2. Michael Heiss (1881-1890), zemřel v úřadu
3. Frederick Xavier Katzer (1890-1903), zemřel v úřadu
4. Sebastian Gebhard Messmer (1903-1930), zemřel v úřadu
5. Samuel Alphonsus Stritch (1930-1940), jmenován arcibiskupem Chicaga
6. Moses Elias Kiley (1940-1953), zemřel v úřadu
7. Albert Gregory Meyer (1953-1958), jmenován arcibiskupem Chicaga
8. William Edward Cousins (1959-1977), odešel do důchodu
9. Rembert George Weakland, OSB (1977-2002), odešel do důchodu
10. Timothy Michael Dolan (2002-2009), jmenován arcibiskupem New Yorku
11. Jerome Edward Listecki (od 2009)

## Pomocní biskupové
- Joseph Maria Koudelka (1911-1913), předtím pomocný biskup diecéze Cleveland; poté jmenován biskupem diecéze Superior
- Edward Kozłowski (1913-1915)
- Roman Richard Atkielski (1947-1969)
- Leo Joseph Brust (1969-1991)
- Richard J. Sklba (od 1979)
- William P. Callahan, OFM Conv. (od 2007)